# Phlegmariurus
Phlegmariurus es un género de helechos perteneciente a la familia Lycopodiaceae. Comprende 93 especies descritas y de estas, solo 42 aceptadas.

## Taxonomía
El género fue descrito por Josef Ludwig Holub y publicado en Preslia 36(1): 17, 21. 1964. La especie tipo es: Phlegmariurus phlegmaria (L.) Holub.  

## Especies aceptadas
A continuación se brinda un listado de las algunas especies del género Phlegmariurus aceptadas hasta marzo de 2015, ordenadas alfabéticamente. Para cada una se indica el nombre binomial seguido del autor, abreviado según las convenciones y usos.	
- Phlegmariurus acerosus (Sw.) B. Øllg.
- Phlegmariurus acutus (Rolleri) B. Øllg.
- Phlegmariurus andinus (Rosenst.) B. Øllg.
- Phlegmariurus attenuatus (Spring) B. Øllg.
- Phlegmariurus brongniartii (Spring) B. Øllg.
- Phlegmariurus capillaris (Sodiro) B. Øllg.
- Phlegmariurus ruber (Schltdl. & Cham.) B. Øllg. - yatún condenado[3]